# Josef Gross (Bischof)

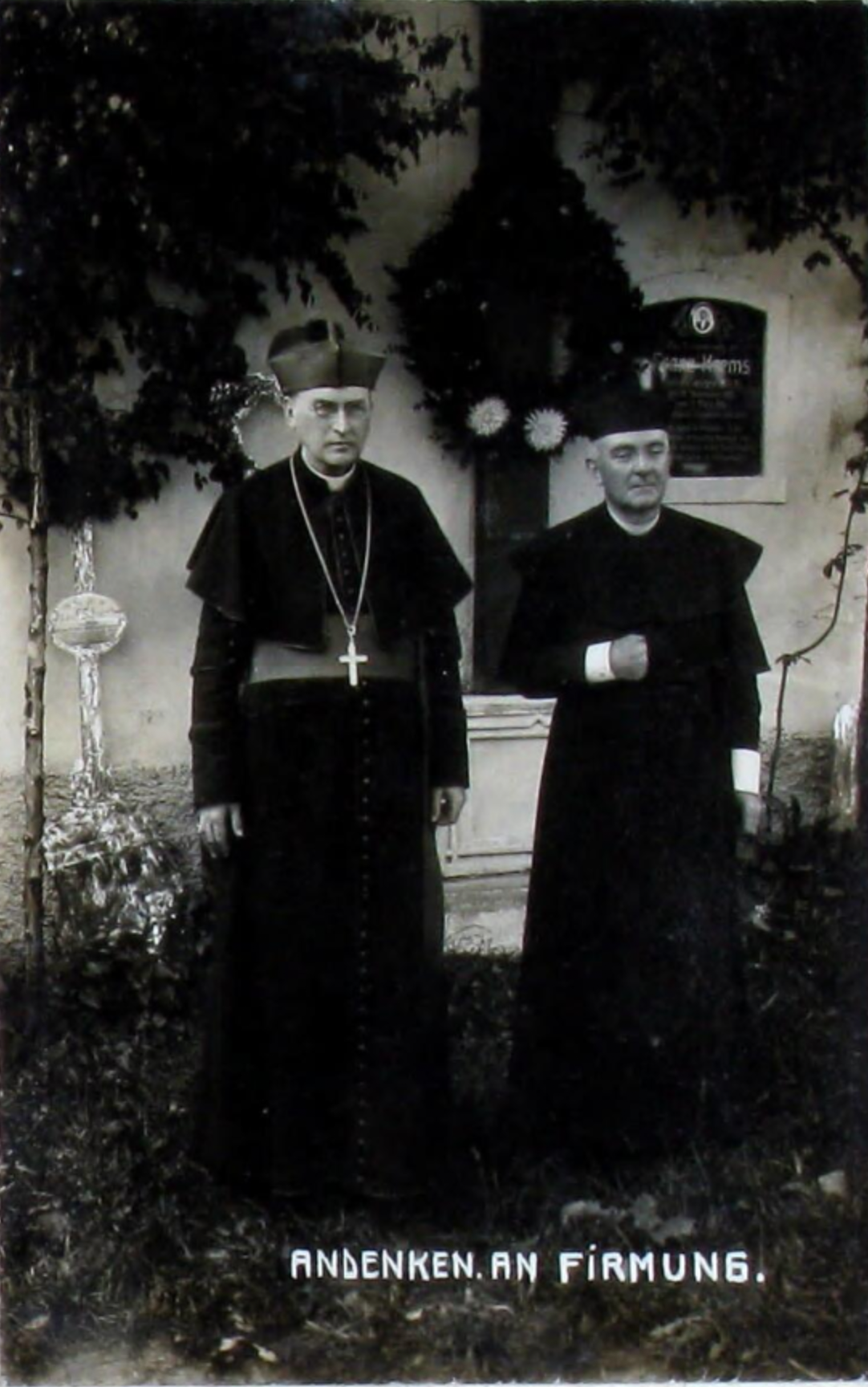
Bischof Josef Gross (1866–1931) und Dechant Franz Xaver Tobisch (1865–1934)

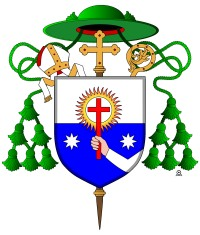
Wappen von Josef Gross, Bischof von Leitmeritz (1910–1931)

Josef Gross (* 10. Oktober 1866 in Pfraumberg, Bezirk Tachau; † 20. Januar 1931) war Bischof von Leitmeritz.

## Werdegang
Josef Gross war der Sohn eines Bürgermeisters von Pfraumberg. Nach dem Abitur am Piaristengymnasium in Budweis studierte er Katholische Theologie in Prag. Während seines Studiums wurde er 1887 Mitglied der KDStV Ferdinandea Prag im CV. Am 4. Juli 1889 weihte ihn der Prager Erzbischof Franziskus von Paula Schönborn zum Priester. Anschließend wirkte er als Kaplan und ab 1893 als Pfarrer und Erzdechant in Falkenau.
Josef Gross engagierte sich in politischen und sozialen Fragen. In der aufstrebenden Industriestadt sah er in der Gründung und Förderung katholischer Vereine ein geeignetes Mittel, das geistige und soziale Wohl zu heben. Große Sorge bereitete ihm die Los-von-Rom-Bewegung, die gerade in der Arbeiterregion um Falkenau vielen Menschen anzog. Zur Glaubensausbreitung und -vertiefung gründete er deshalb zusammen mit dem späteren Abt Albanus Schachleiter OSB u. a. das in der gesamten Monarchie verbreitete St.-Bonifatius-Blatt (Auflage über 1 Mio. Exemplare).

## Bischof von Leitmeritz
Nach dem Tod des Leitmeritzer Bischofs Emmanuel Johann Schöbel nominierte Kaiser Franz Joseph Josef Gross am 18. März 1910 zu dessen Nachfolger. Nach der päpstlichen Bestätigung am 18. April durch Pius X. spendete ihm am 22. Mai 1910 Erzbischof Leo Skrbenský von Hříště die Bischofsweihe im Prager Veitsdom. Die Inthronisation in der Kathedrale von Leitmeritz folgte am Fest des von ihm verehrten hl. Bonifatius am 5. Juni 1910.
Während seiner Amtszeit hatte er immer wieder mit nationalistischen Kräften auf deutscher wie tschechischer Seite zu kämpfen. Trotzdem wurde ihm zu Unrecht Parteilichkeit für die deutschen Gläubigen unterstellt. Der Erste Weltkrieg, der Untergang der Monarchie und die Entstehung der Tschechoslowakei verschärften den Streit, ein Absetzungsversuch scheiterte jedoch. Josef Groß blieb der einzige deutsche Bischof in der neuen Republik. 1922 erhielt er auf seinen Wunsch hin für die tschechischen Diözesanen in Antonín Čech, Domdechant und Generalvikar von Leitmeritz, einen eigenen Weihbischof, der 1929 starb.
Groß setzte sich für eine äußere und innere Erneuerung der Diözese ein. Er ließ Kirchen und kirchliche Gebäude restaurieren, u. a. die Kathedrale. Das Knabenseminar in Mariaschein (Bohosudov) wurde erweitert. Ein besonderes Augenmerk galt dem Priesterseminar und der theologischen Diözesanlehranstalt.
Mehrfach nahm Josef Groß an Katholikentagen teil und hielt viel beachtete Reden. 1919 unterstützte er die Gründung der Deutschen Christlich-Sozialen Volkspartei, 1923 konstituierte sich unter seiner Leitung der „Deutsche Katholikenrat für Böhmen“.
Der Bischof förderte besonders auch die weiblichen Ordensgemeinschaften. Sr. Maria Annuntiata Chotek (1890–1939) unterstützte er bei der Gründung der Eucharistieschwestern und Hildegard Burjan ermunterte er, Niederlassungen der Caritas Socialis in Böhmen zu errichten.
Seine Verdienste brachten Josef Groß mehrmals für größere Aufgaben ins Gespräch. 1913 sollte er die Nachfolge des verstorbenen Wiener Erzbischofs Franz Xaver Nagl antreten; radikal freisinnigen und deutschnationalen Kräften gelang es jedoch, mit einer Pressekampagne die Ernennung zu verhindern. Ebenso scheiterten die Berufungen nach Salzburg als Nachfolger der Erzbischöfe Johannes Baptist Katschthaler 1914 und Balthasar Kaltner 1918.
Am 20. Januar 1931 starb Josef Groß erst 64-jährig an Herzschwäche und wurde am 24. Januar 1931 auf dem Friedhof von Leitmeritz im Bischofsgrab beigesetzt. In der Kathedrale erinnert eine Gedenktafel an ihn.

## Werke (Auswahl)
- Bücher der Innerlichkeit. Aszetische Bibliothek für Ordensfrauen. Hrsg. Von Wendelin Meyer, Bände 1–9. Kevelaer 1933–1940:
  - Konferenzen über die Lebensgrundsätze des heiligen Kirchenlehrers Bonaventura
  - Mit ganzer Seele Ordensfrau, Kevelaer 10. Aufl. 1949
  - Katechismus der Ordensfrau (Standes-Katechismus)
  - Tantum ergo Sacramentum (Die Eucharistie und ihre Ausstrahlung im Leben der Ordensfrau), Kevelaer 4. Aufl. 1939
  - Das Jahrbuch der Seele (Die Tagebücher Bernard Overbergs)
  - Heimat in Gott (Exerzitienlesungen für Gottesfreunde)
  - Im Lichte Christi (Religiöse Selbsterziehung der Ordensfrau)
  - Die Gottesliebe (Anfang und Vollendung des Gnadenlebens)
  - Der Wille zur Heiligkeit (Religiöses Werkbuch für die katholischen Frauenklöster). Nach den Tagebüchern / Ansprachen / Lesungen / Grundsätzen des hochseligen Bischofs von Leitmeritz Dr. Josef Groß
- Výstup duše k bohu: Úvahy pro ty, kterí se snazí o zivot v Bohu, obzvláśtě pro reholné sestry / Josef Gross. Vyd. Vend. Meyer. Se svolením vyd. přel. Josef Tymel. Velehrad 1941
- Plus près de vous, Seigneur! Mulhouse 2. Aufl. 1953
- Religieuse de toute son âme, Mulhouse 4. Aufl. 1954
- Um das Geheimnis des Heiligwerdens. Die immerwährende Verbundenheit der Seele mit Christus. Aus dem Nachlass Joseph Groß von Leitmeritz, hrsg. von Wendelin Meyer. Warendorf 2. Aufl. 1954
- Rosenkranzbeten im Lichte der heiligen Eucharistie, hrsg. von Alfons Weigel. Altötting 3. Aufl. 1986